# Дорогой
Дорогой (рум. Dorohoi) — місто у повіті Ботошані у Румунії, що має статус муніципію. Площа міста становить 60,39 км².

## Географія

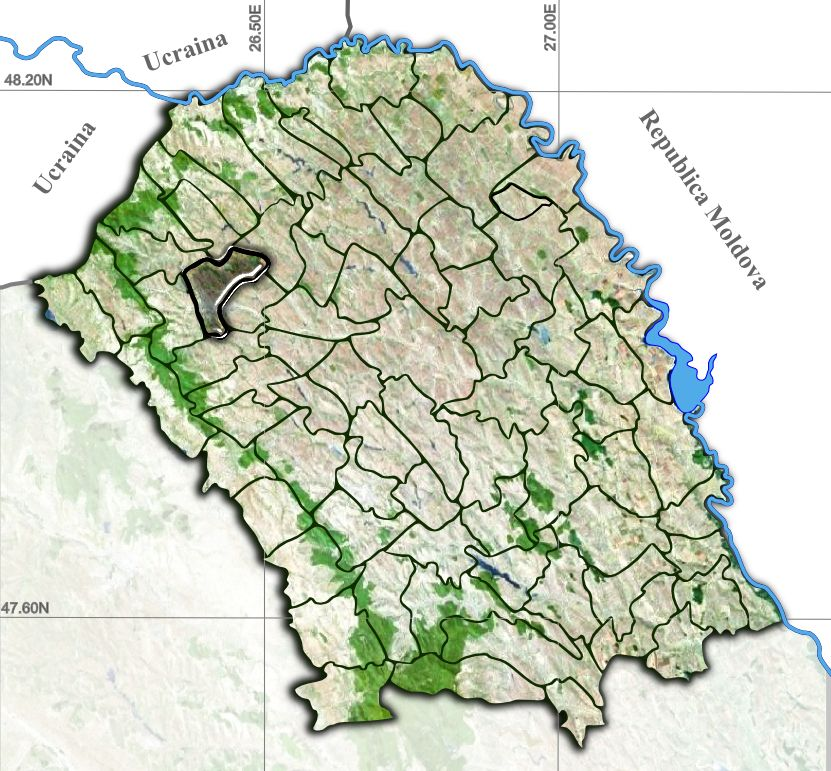
Топографічні дані Дорогой

Місто Дорогой розташоване в північно-східній частині Румунії, біля кордонів з Україною та Молдовою, на півночі історичної області Молдова, на відстані 392 км на північ від Бухареста, 30 км на північний захід від Ботошань, 126 км на північний захід від Ясс. В адміністративному відношенні входить до складу Ботошанського повіту і лежить на правому березі річки Жижія, яка є правою притокою річки Прут.
Відстань від міста до прикордонного пункту Раковець складає 22.5 км., звідки можна рушити як до Герци, так і до більших міст: Чернівців 37.6 км., Кам'янець-Подільського 85.5 км.

## Історія
Дорогой вперше письмово згадується в 1407 році в договорі, укладеному між молдавським князем Олександром I Добрим і королем Польщі та Угорщини. У середні віки місто було великим ринком Північної Молдови, де торгували сільськогосподарською продукцією та дровами. Щороку 12 червня тут проводився великий ярмарок, куди з'їжджалися купці з сусідніх держав.
З 19 століття в місті жила велика єврейська громада. У 1900 році населення Дорогої становило 12 701 осіб, з яких більше половини були євреями (6 804 особи).
Дорогой був розбомблений росіянами під час Першої світової війни.
Колись Дорогой був центром Дорогійського повіту, але його деградували до муніципалітету, коли Радянський Союз окупував Бессарабію та Північну Буковину наприкінці червня 1940 року. 1 липня 1940 року частини румунської армії в Дорогої влаштували єврейські погроми. Ці військові дії проти євреїв не були схвалені румунським урядом. Коли змова проти євреїв була виявлена військовим командуванням, були надіслані війська, щоб припинити зловживання. У вересні 1941 року Дорогой було включено до Буковинського намісництва. 
У 1947 році в місті залишилось 7600 євреїв. На сьогоднішній день практично всі вони емігрували до Ізраїлю.

## Адміністративний устрій
Адміністративно місту підпорядковані такі села (дані про населення за 2002 рік): 
- Дялу-Маре (438 осіб),
- Лотурі-Енеску (378 осіб),
- Прогресул (281 особа).

## Транспорт
Дорогой розташований на перехресті національних доріг 29B (Ботошані-Дорогой) і 29A (Сучава-Дорогой).

## Економіка
У Дорогої було декілька великих промислових комплексів, які до 1989 року працювали переважно у скляній та порцеляновій промисловості, машинобудуванні, текстильній промисловості, харчовій промисловості.
У місті діють такі супермаркети: Lidl, Penny Market, Profi supermarket.

## Населення
За даними перепису населення 2002 року у місті проживали 30 949 осіб.
Національний склад населення міста:
| Національність            | Кількість осіб | Відсоток |
| ------------------------- | -------------- | -------- |
| румуни                    | 30432          | 98,3%    |
| цигани                    | 451            | 1,5%     |
| євреї                     | 40             | 0,1%     |
| українці                  | 8              | < 0,1%   |
| угорці                    | 6              | < 0,1%   |
| німці                     | 3              | < 0,1%   |
| серби                     | 1              | < 0,1%   |
| греки                     | 1              | < 0,1%   |
| італійці                  | 1              | < 0,1%   |
| не вказали національність | 1              | < 0,1%   |

Рідною мовою назвали:
| Мова             | Кількість осіб | Відсоток |
| ---------------- | -------------- | -------- |
| румунська        | 30721          | 99,3%    |
| циганська        | 193            | 0,6%     |
| українська       | 8              | < 0,1%   |
| єврейська (їдиш) | 8              | < 0,1%   |
| угорська         | 7              | < 0,1%   |
| німецька         | 2              | < 0,1%   |
| російська        | 1              | < 0,1%   |
| турецька         | 1              | < 0,1%   |
| сербська         | 1              | < 0,1%   |
| грецька          | 1              | < 0,1%   |
| італійська       | 1              | < 0,1%   |

Склад населення міста за віросповіданням:
| Релігія                                       | Кількість осіб | Відсоток |
| --------------------------------------------- | -------------- | -------- |
| православні                                   | 29234          | 94,5%    |
| п'ятдесятники                                 | 695            | 2,2%     |
| бретрени                                      | 472            | 1,5%     |
| баптисти                                      | 202            | 0,7%     |
| адвентисти                                    | 60             | 0,2%     |
| римо-католики                                 | 52             | 0,2%     |
| юдеї                                          | 40             | 0,1%     |
| лютерани                                      | 33             | 0,1%     |
| не релігійні                                  | 30             | 0,1%     |
| атеїсти                                       | 8              | < 0,1%   |
| греко-католики                                | 6              | < 0,1%   |
| старообрядці                                  | 3              | < 0,1%   |
| реформати                                     | 2              | < 0,1%   |
| мусульмани                                    | 2              | < 0,1%   |
| лютерани (Синодально-пресвітеріанська церква) | 1              | < 0,1%   |
| не вказали релігію                            | 31             | 0,1%     |

## Відомі люди
- Теодор В. Іонеску — румунський фізик та винахідник.
- Бенджамін Абрамс — американський бізнесмен румунського походження.
- Александру Батку — генерал.
- Іон Келугару — прозаїк.
- Думітру Чіперуш — скульптор.
- Октавіан Котеску — актор.
- Моріс Гартт — політик.
- Василь Хутопила — художник.
- Александр Істраті — художник.
- Пасторел Теодореану — гуморист і поет.
- Fără Zahăr — румунський комедійний дует та музичний гурт.

## Спорт
Муніципалітет Дорогої у футболі представляє Інтер Дорогой, який виступає в ІІІ Лізі. Домашні матчі команда проводить на муніципальному стадіоні.

## Міста-побратими
- Унгени, з Молдови
- Дрокія, з Молдови
- Шоле, з Франції
- Герца, з України

## Пам'ятки
Трохи ближче до східної межі міста, по дорозі до Броскеуці, туристи можуть знайти церкву Святого Миколая, будівлю, побудовану в останні п'ятнадцять років свого життя найвизначнішим володарем середньовічної Молдови Штефаном III в 1495 році.
Римо-католицький костел Святого Йосифа Трудника, який був побудований у 1905-1906 роках, знаходиться на вулиці Spiru Haret.

## Галерея

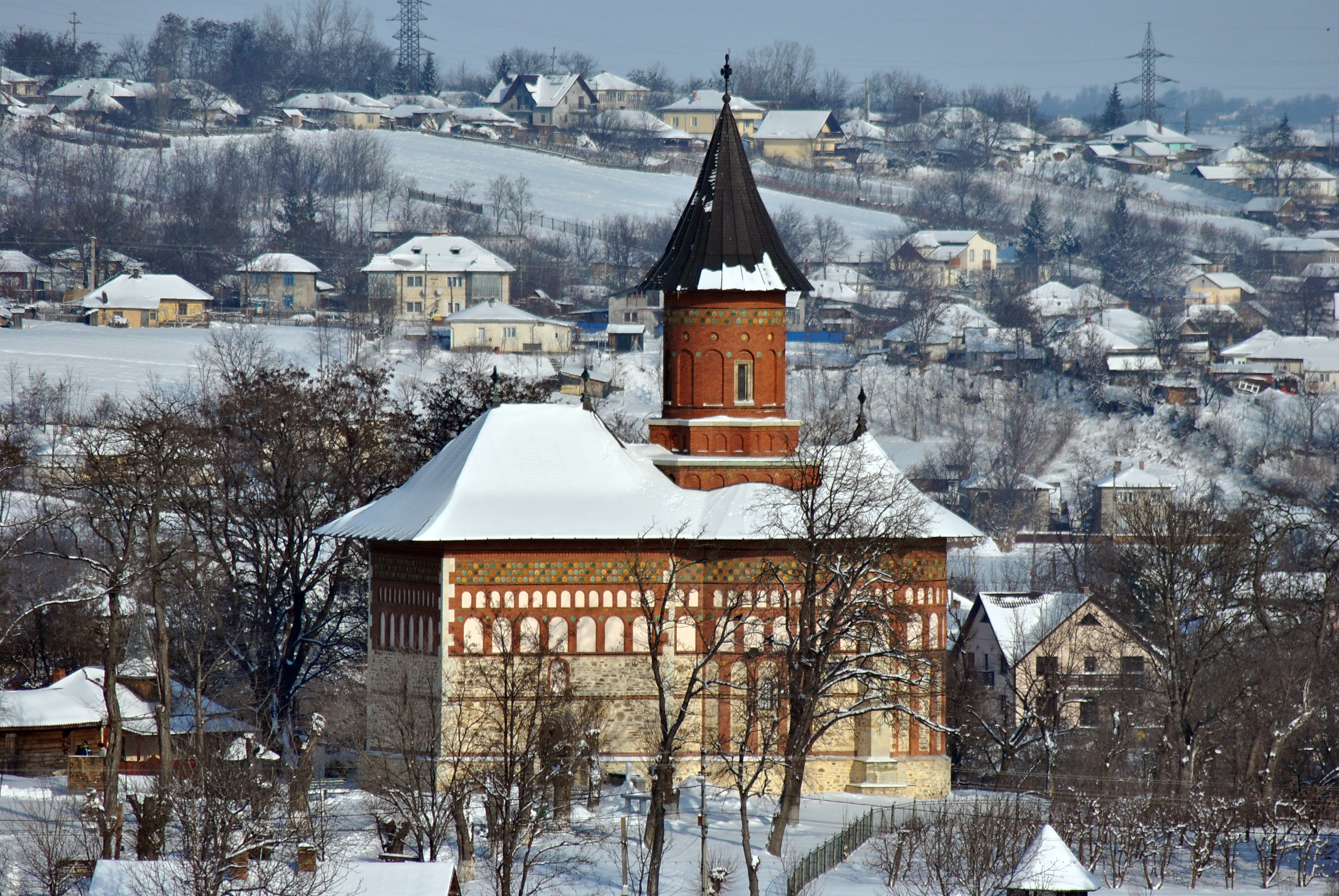
Церква Святого Миколая
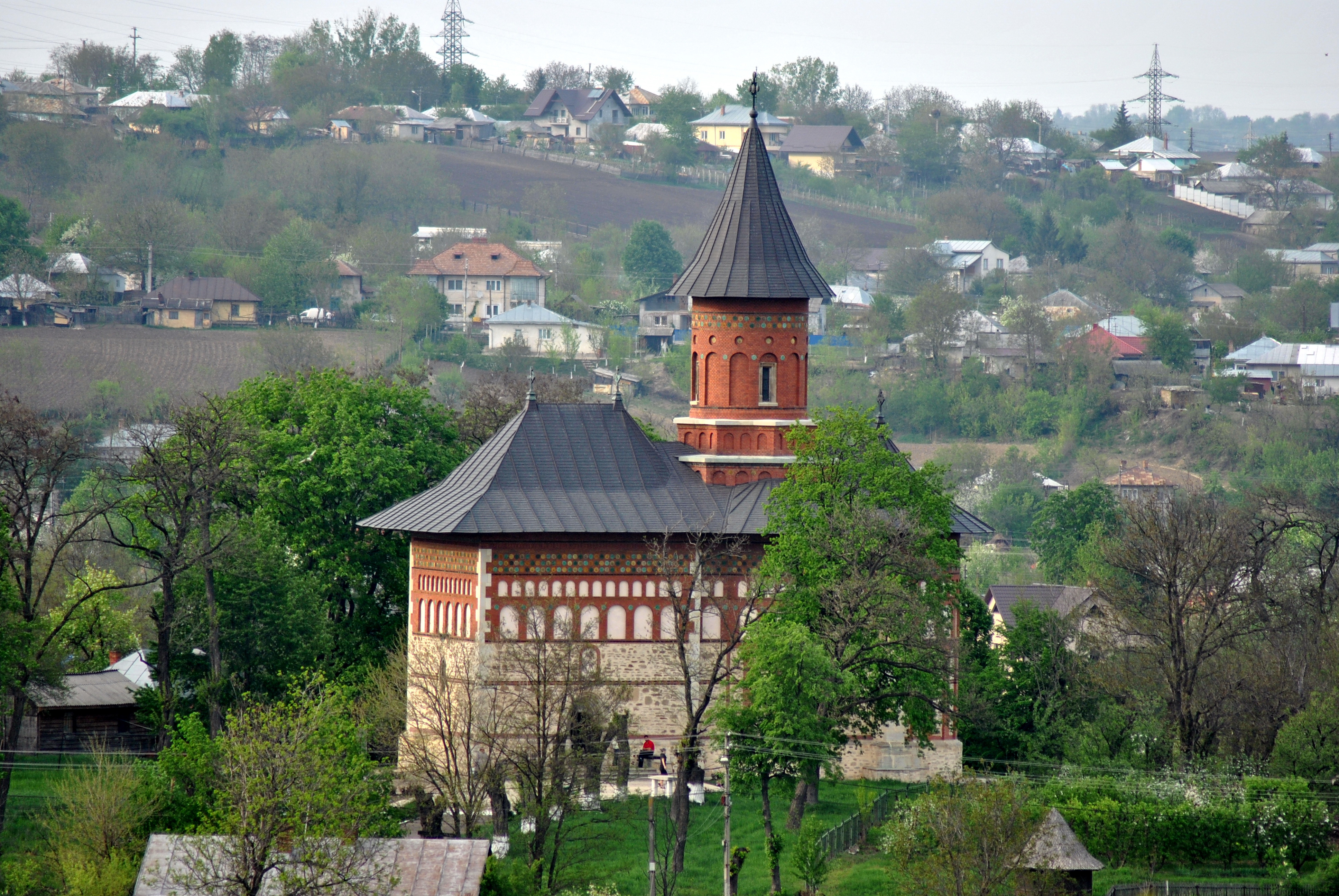
Церква 1495 року Святого Миколая
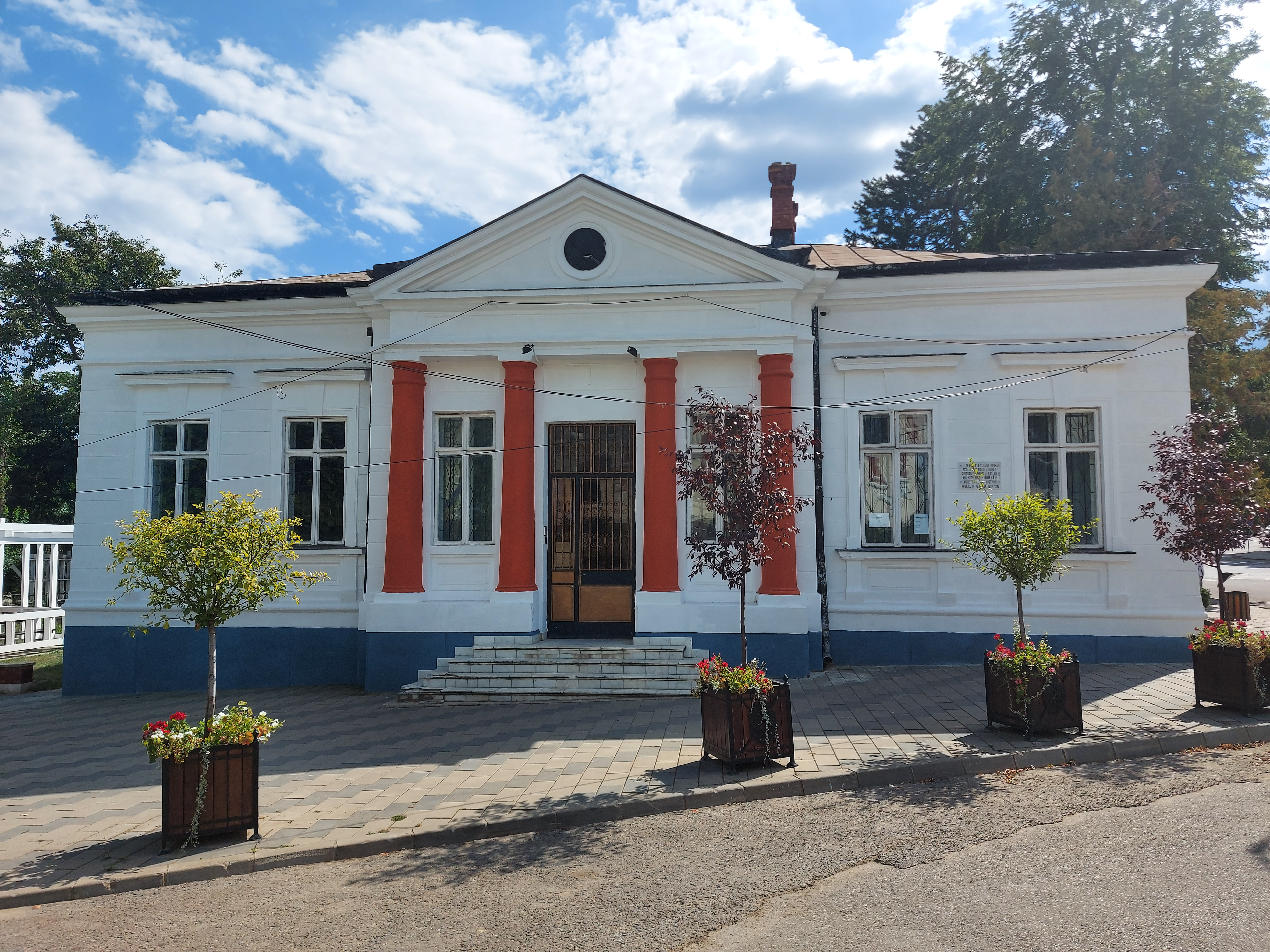
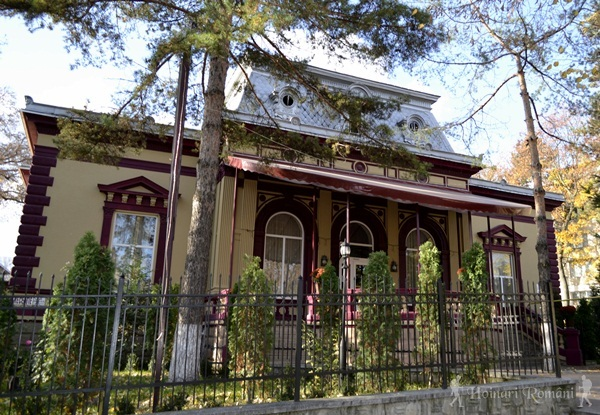
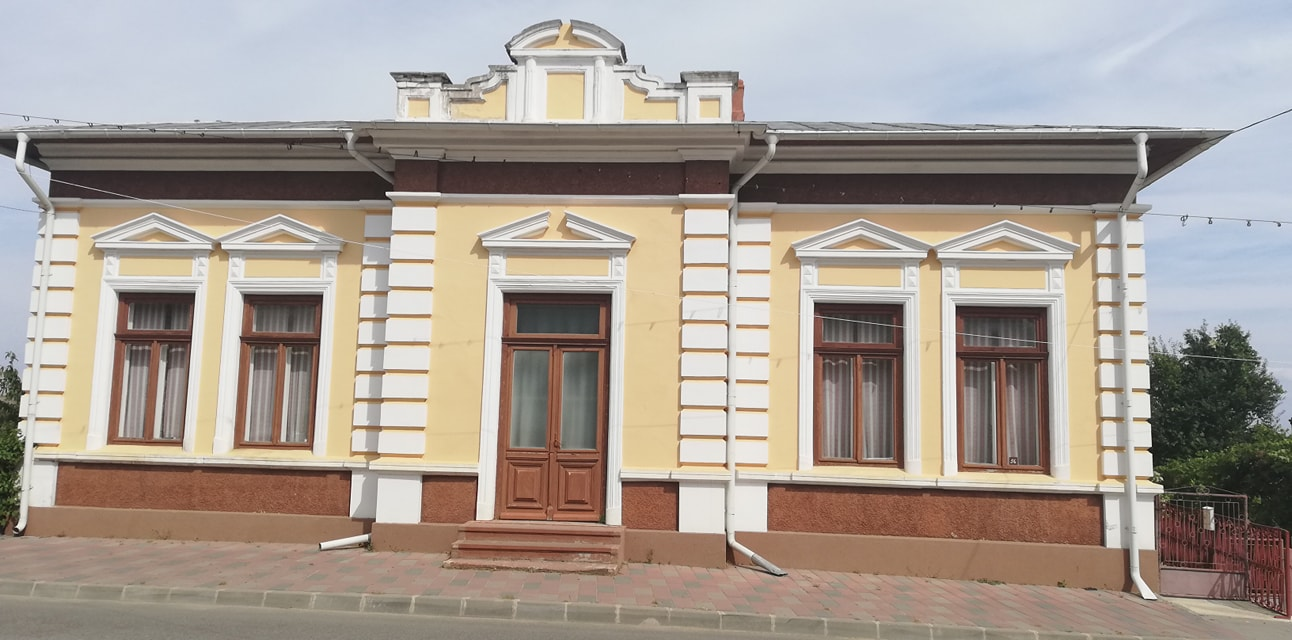
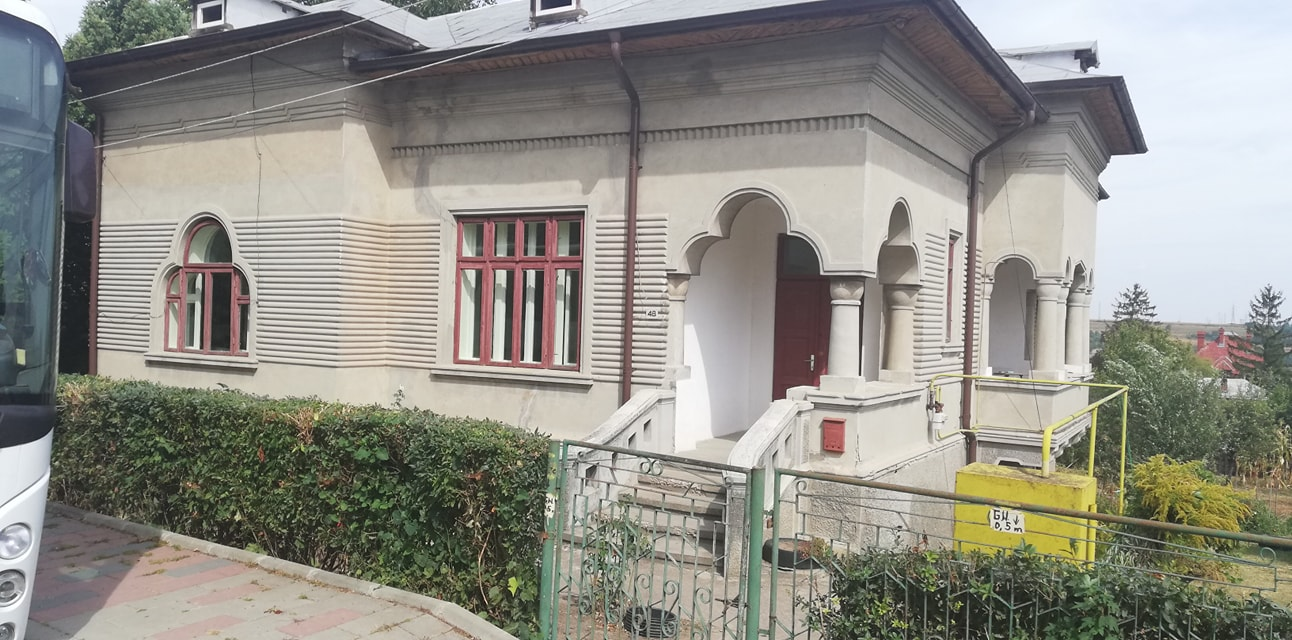
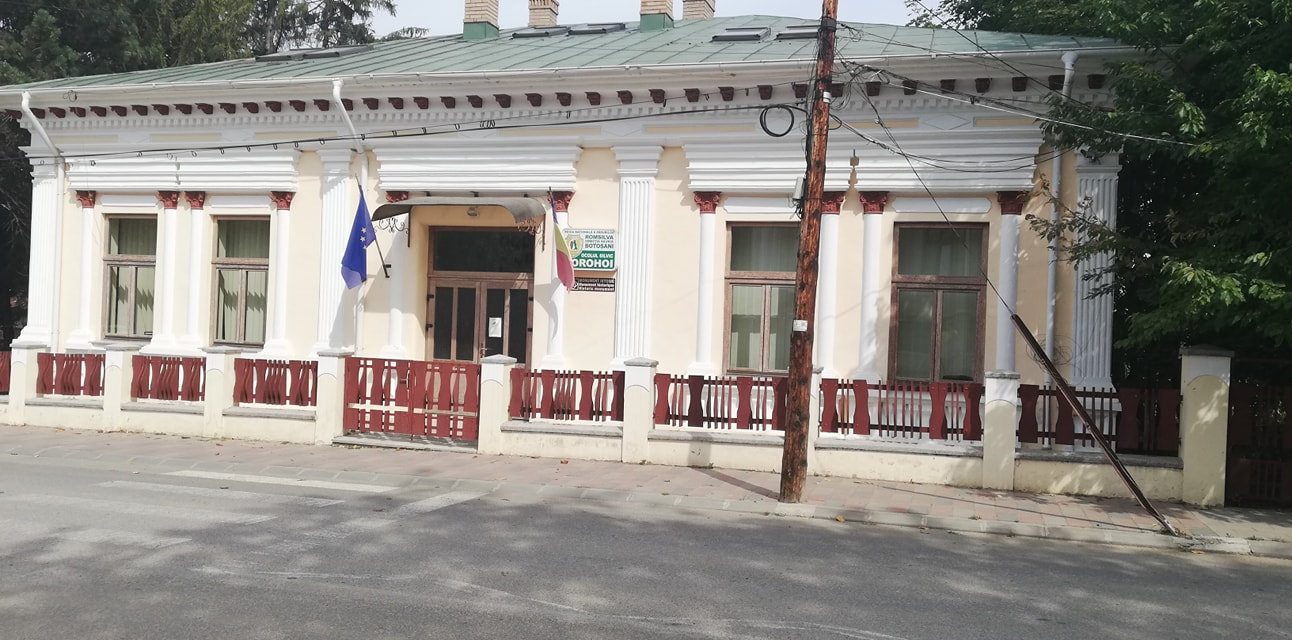
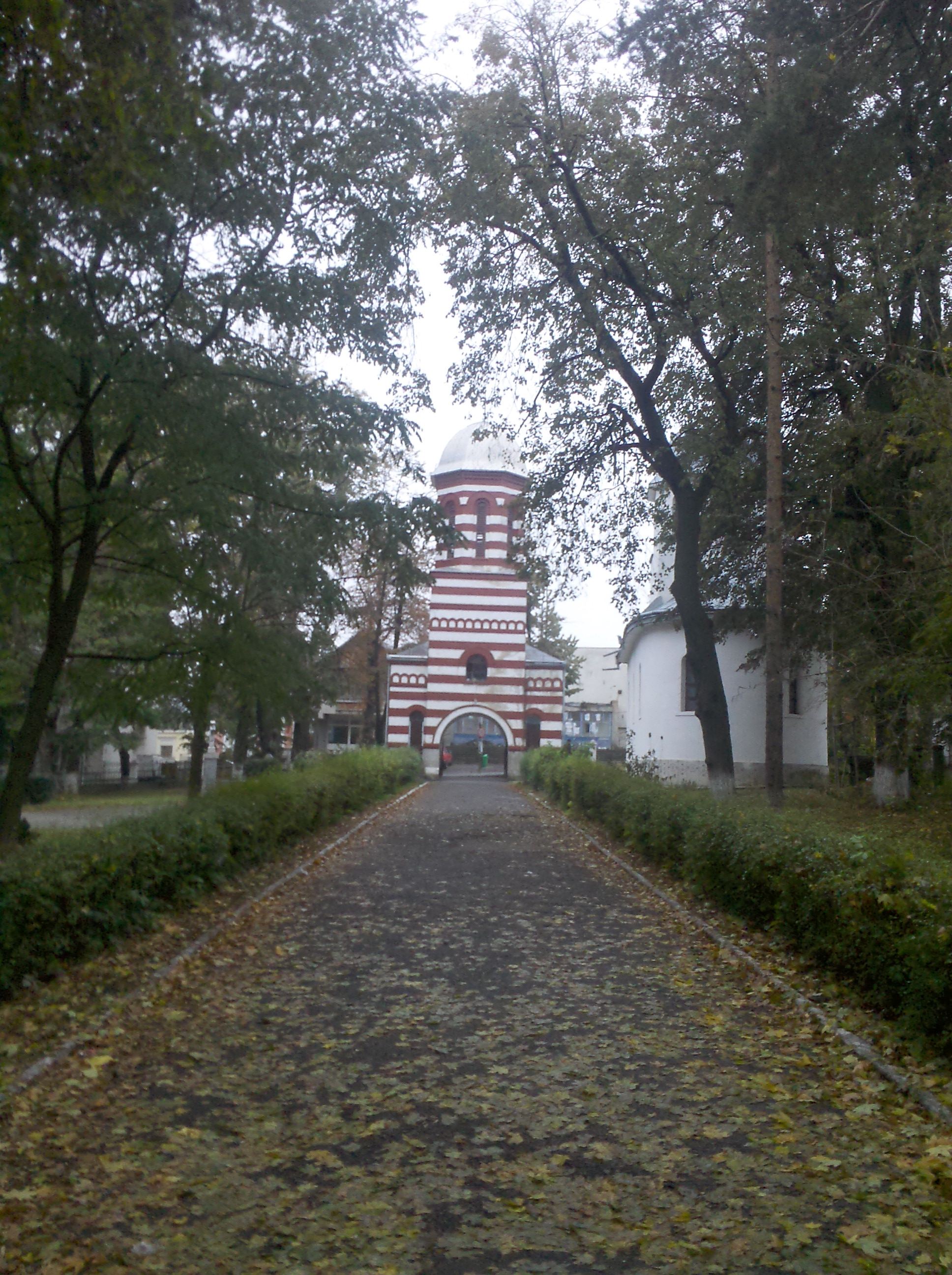
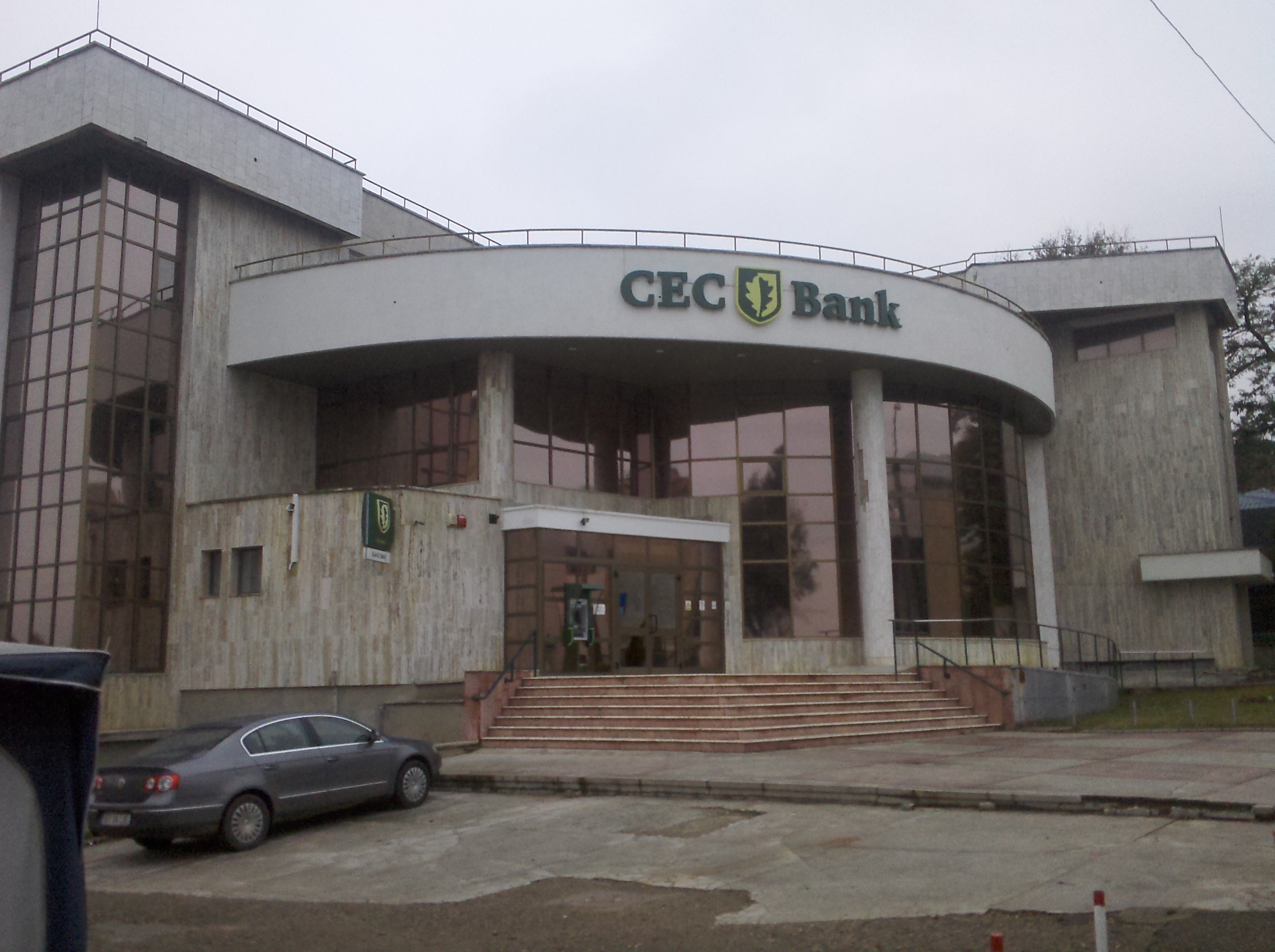
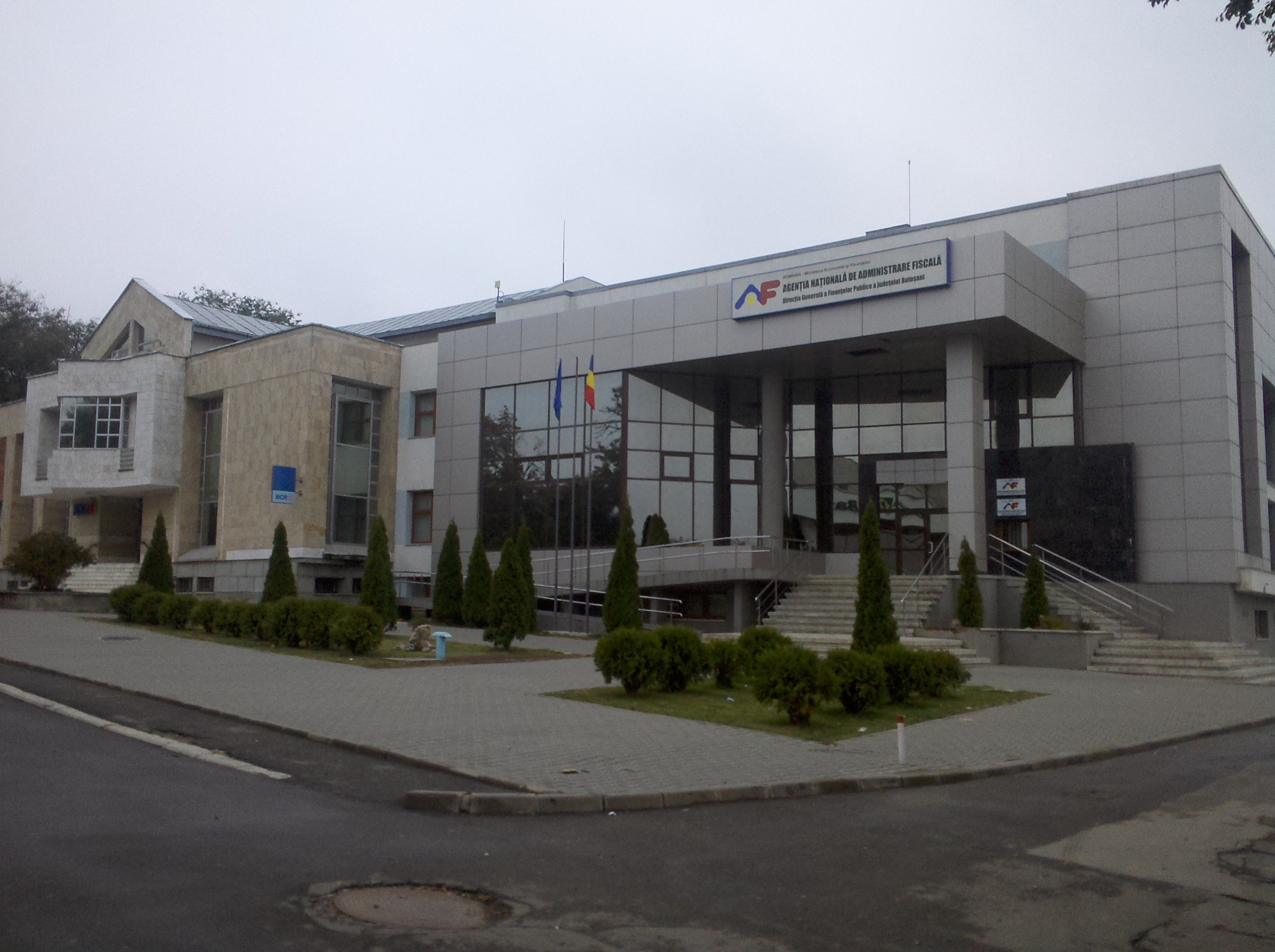
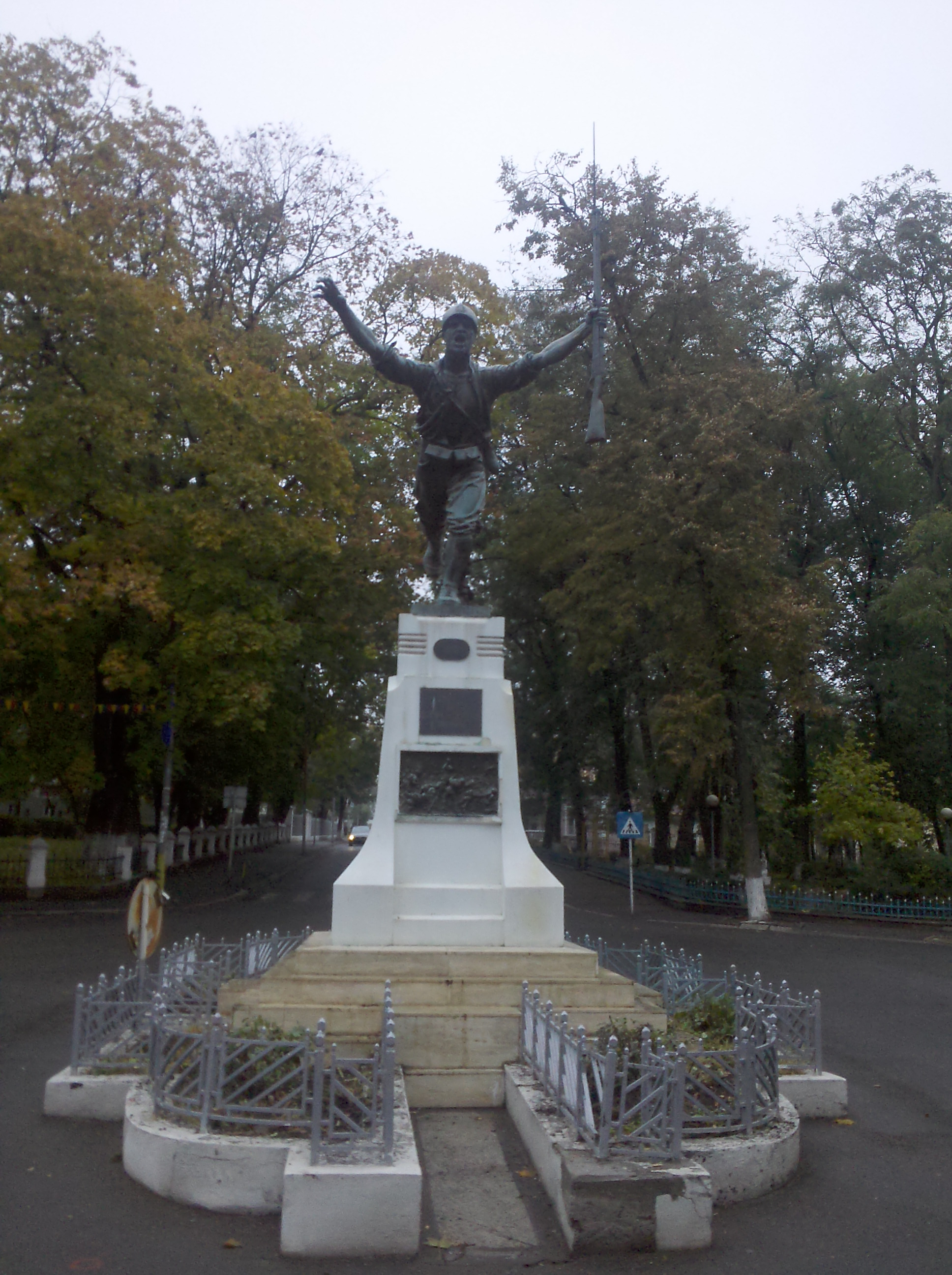
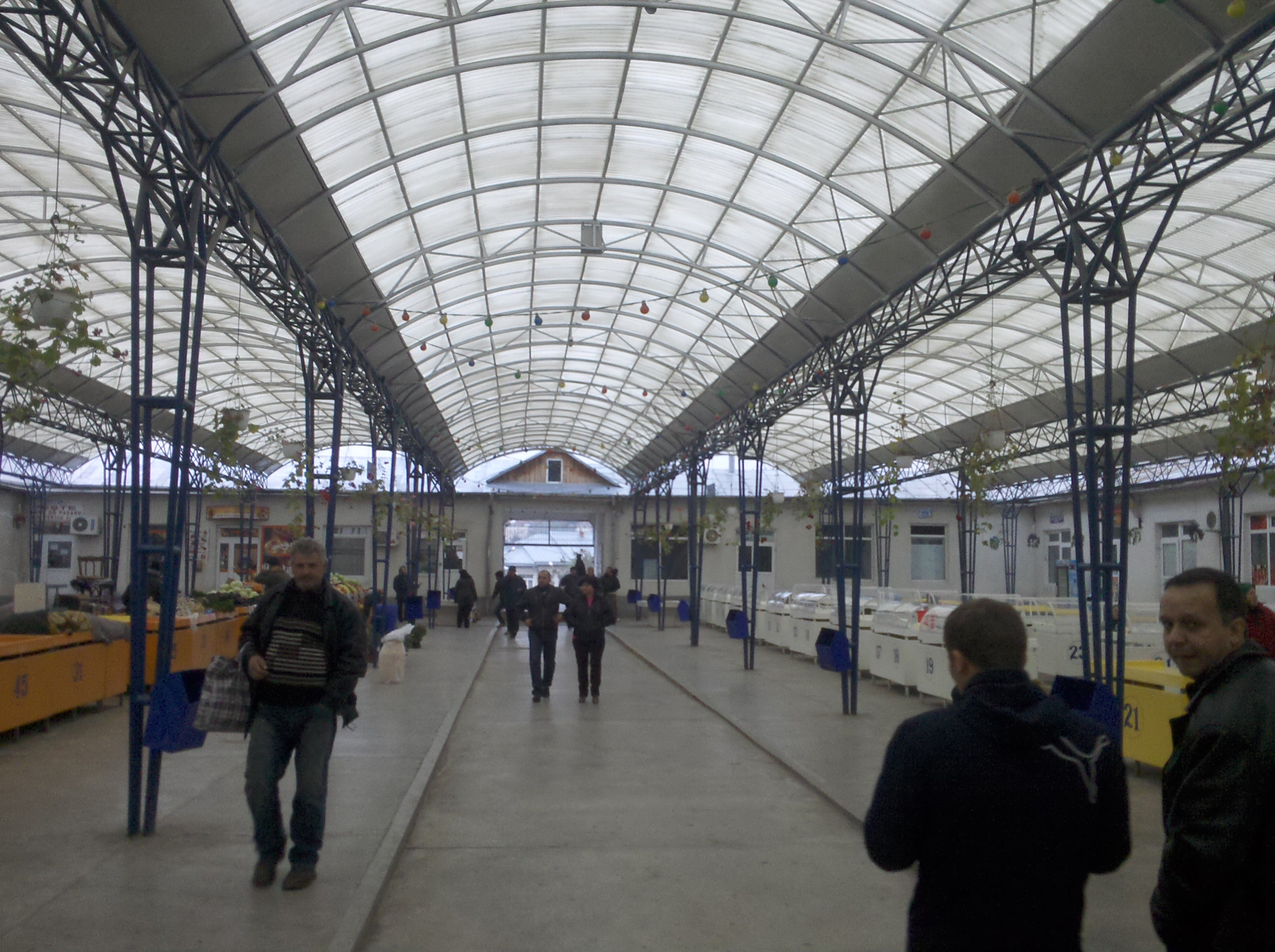
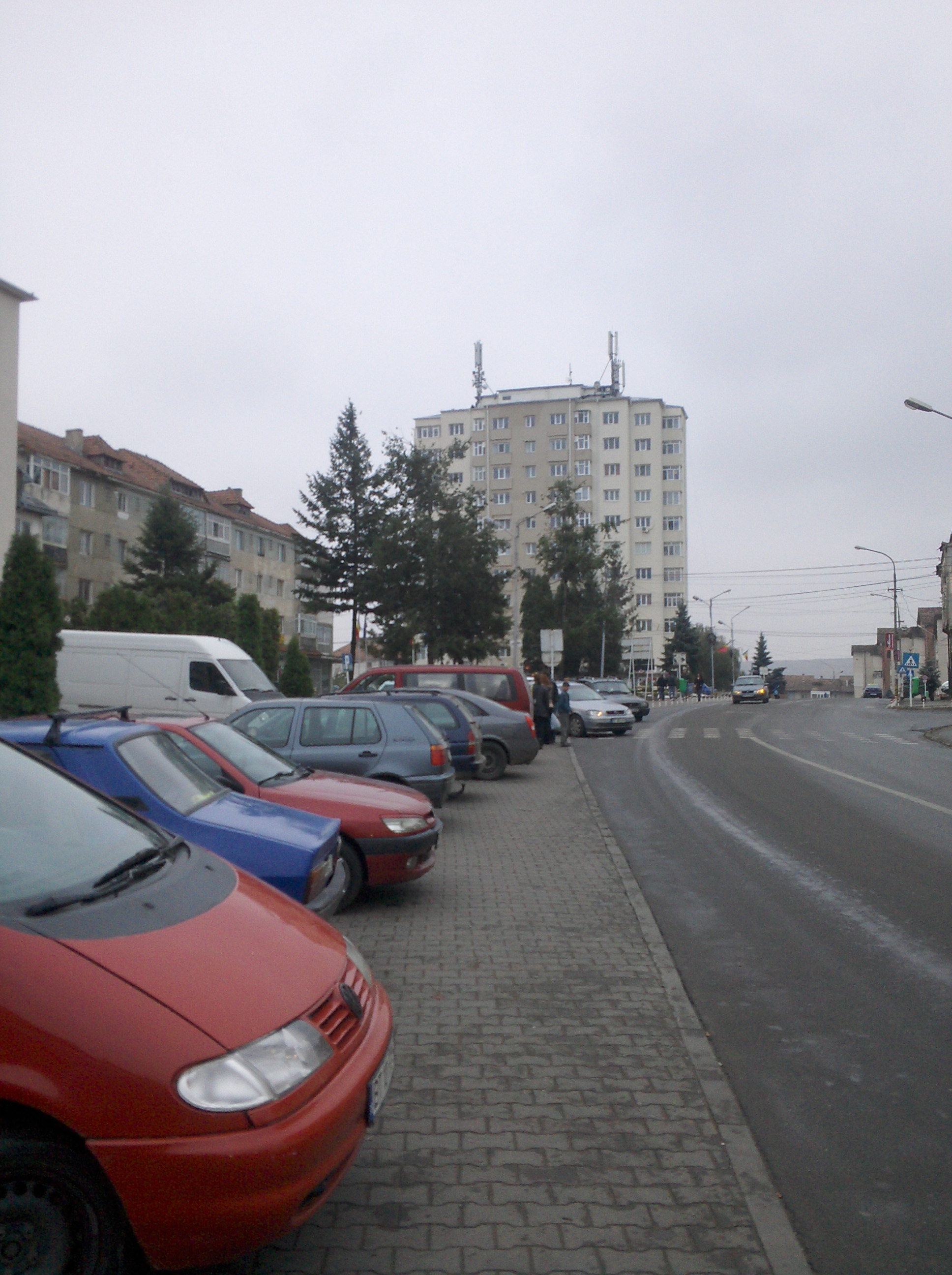
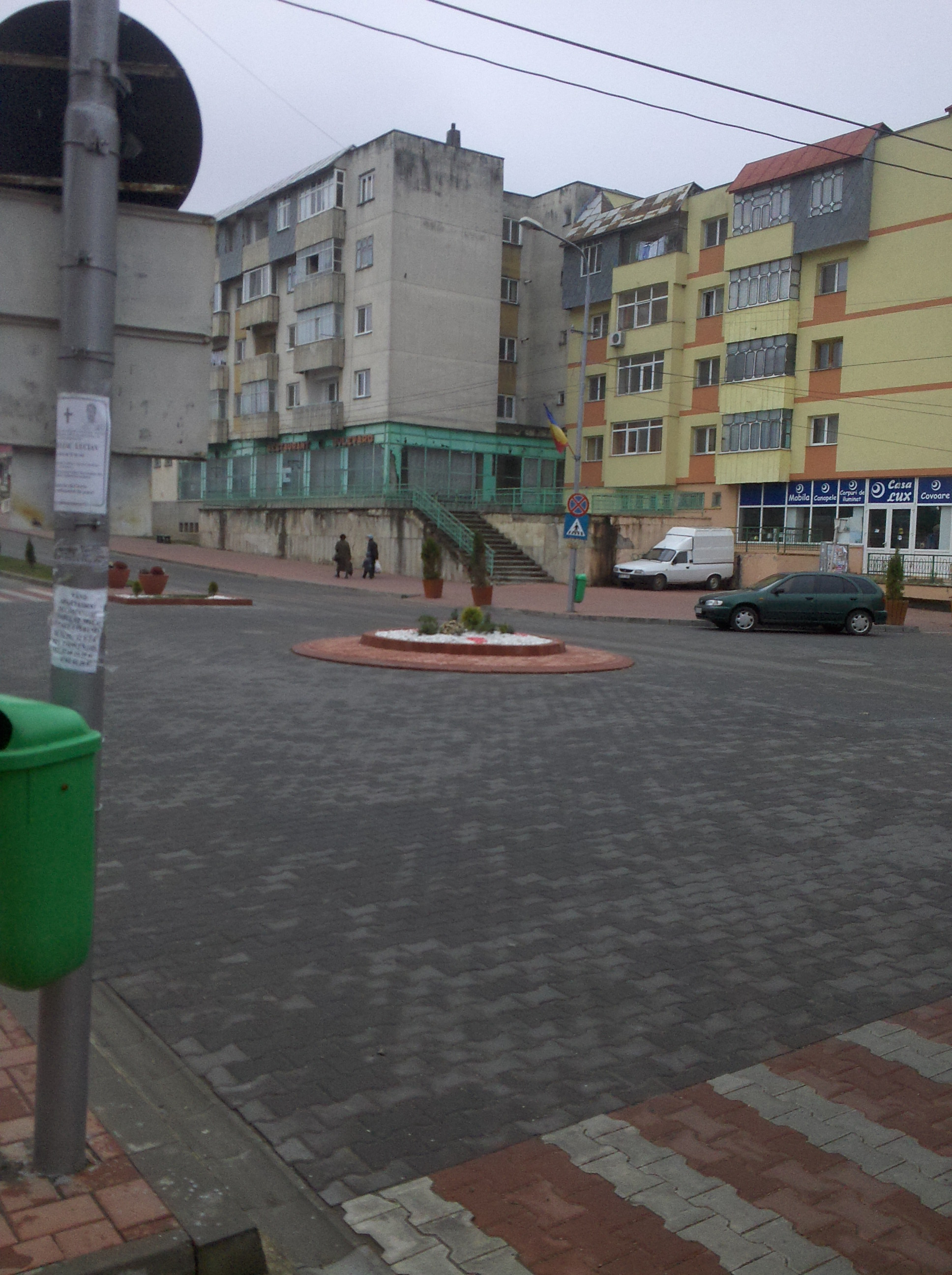
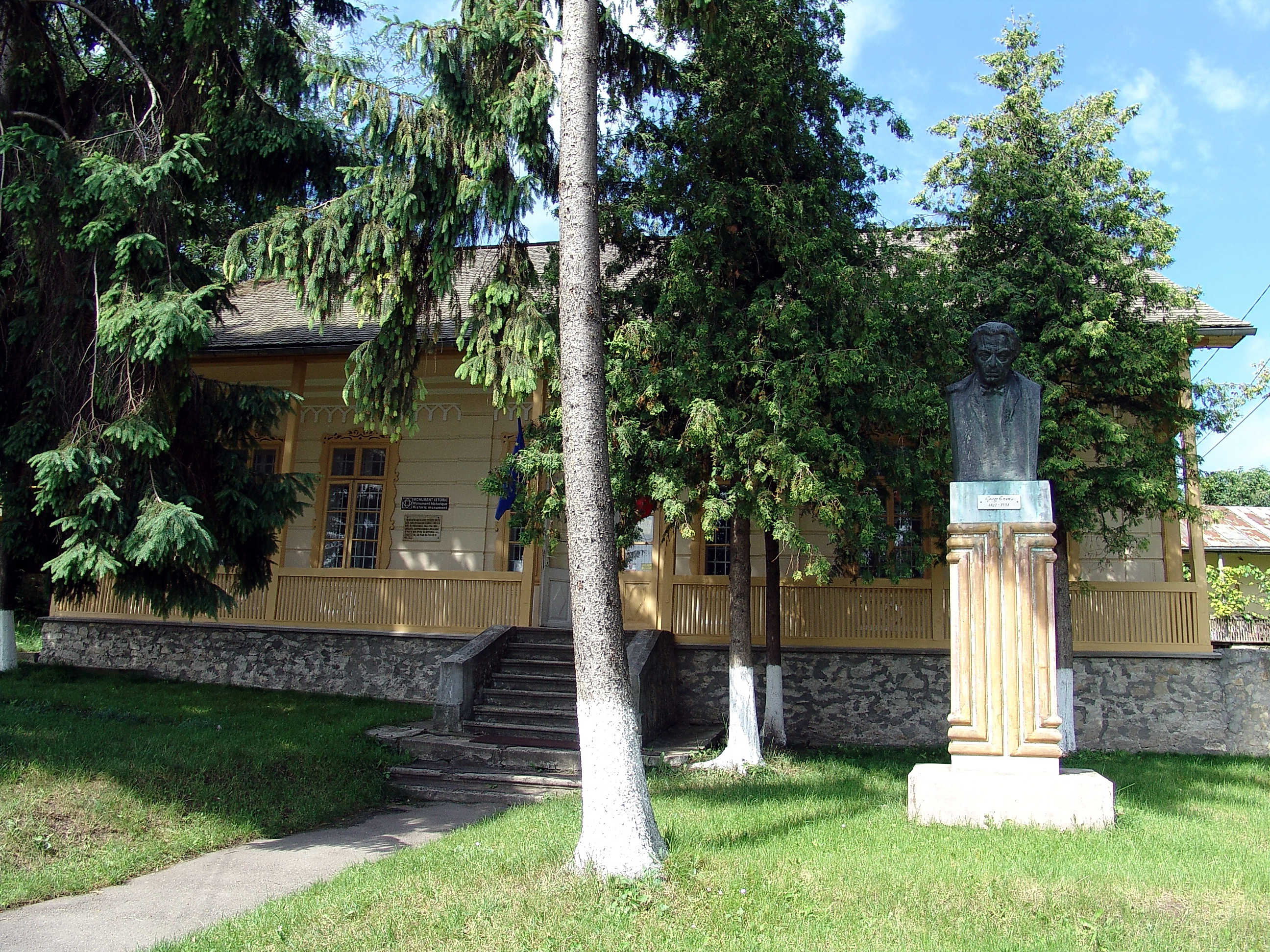
Будинок Костаке Енеску
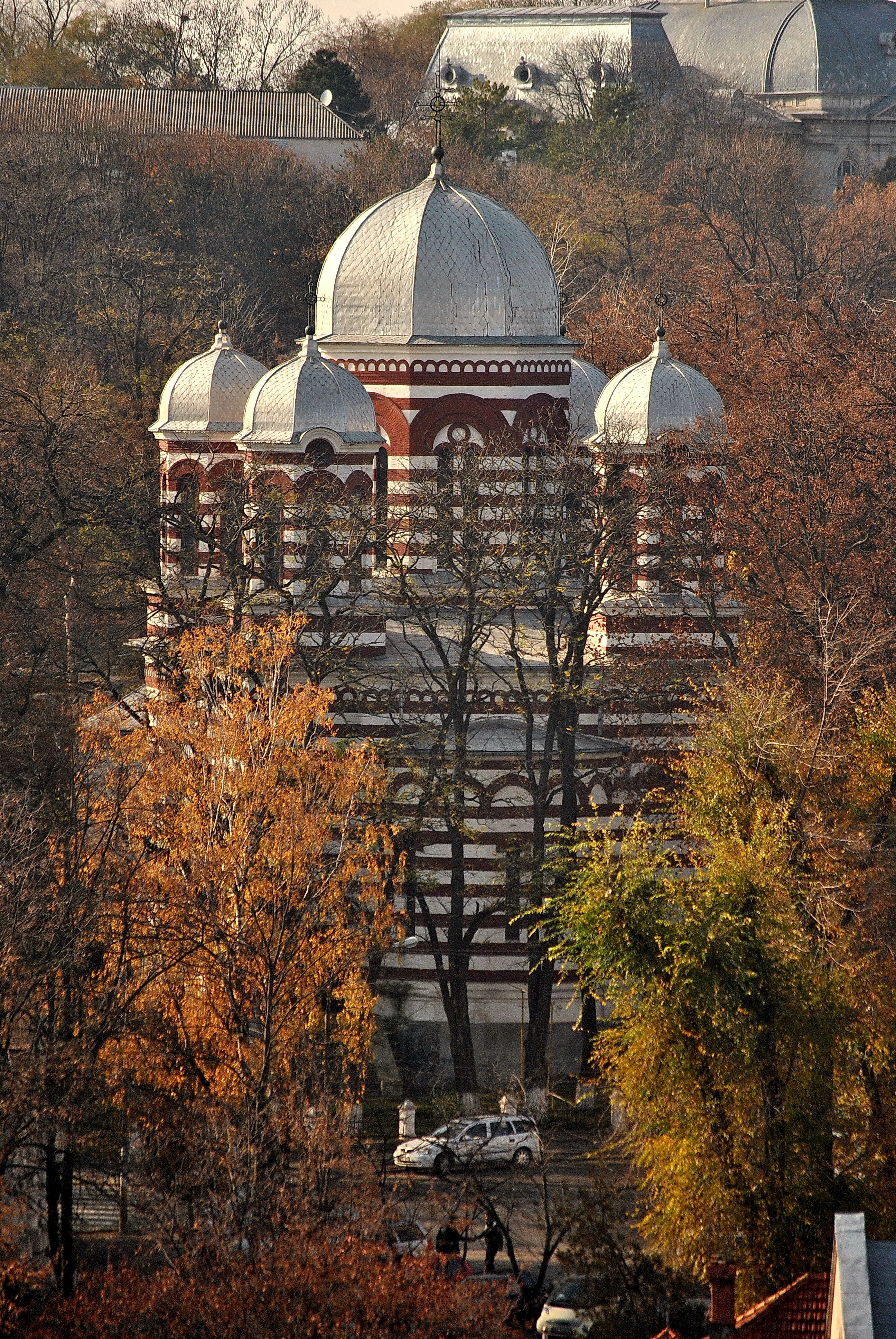
Собор Успіння Пресвятої Богородиці
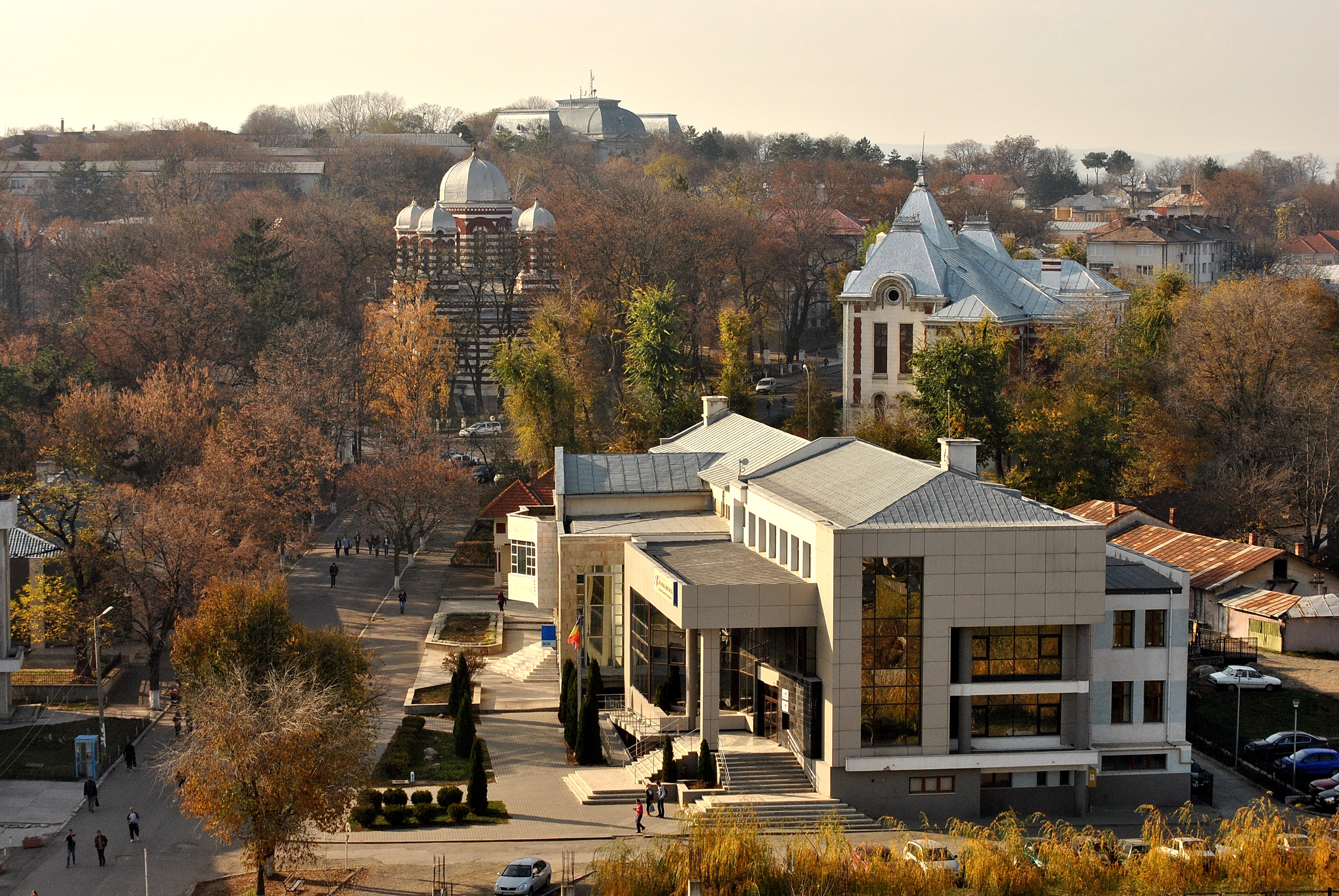
Собор Успіння Пресвятої Богородиці на задньому плані
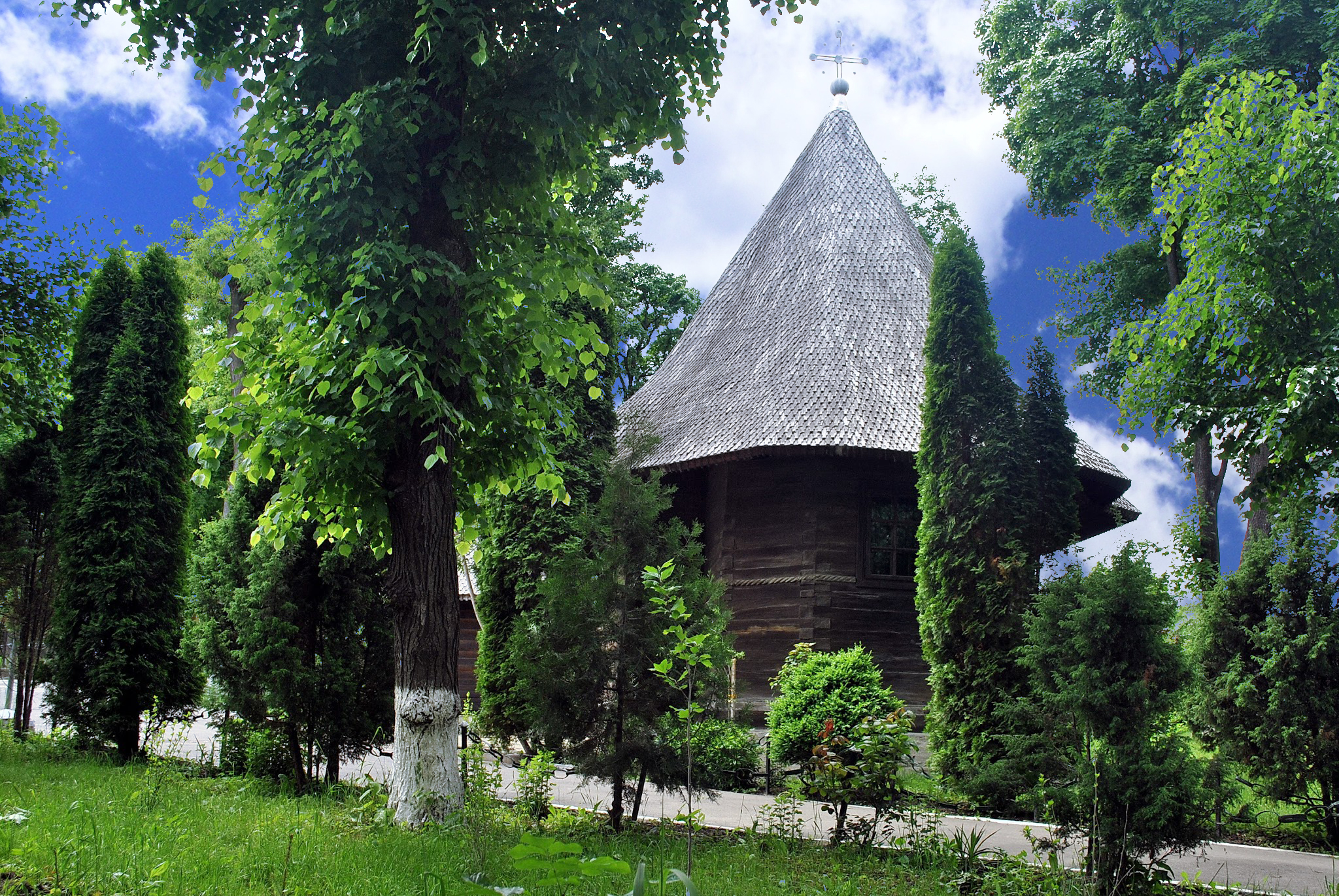
Дерев'яна церква Успіння Пресвятої Богородиці
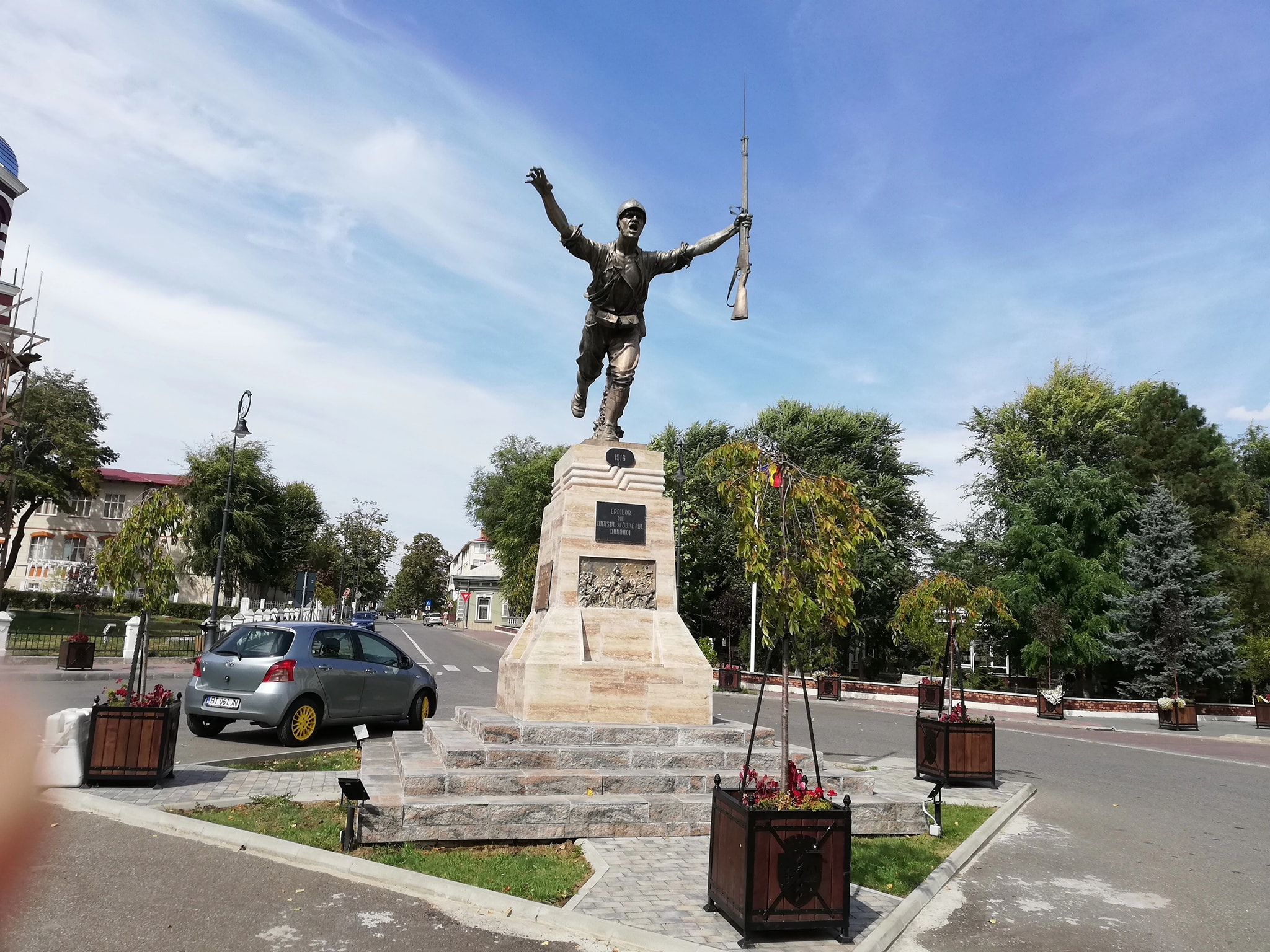
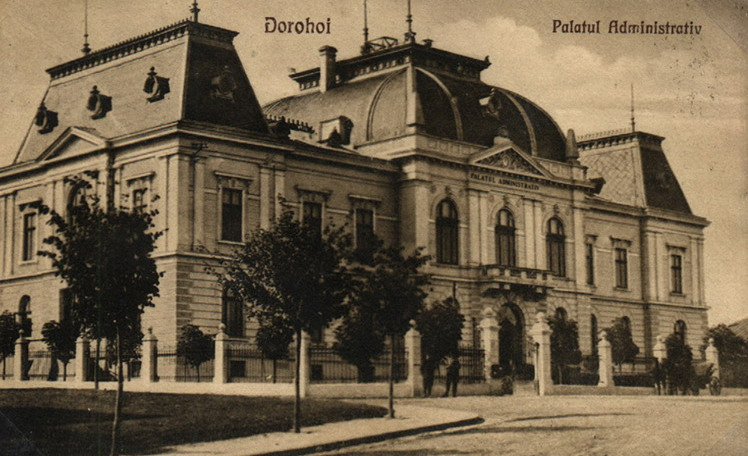

## Зовнішні посилання
- Дані про місто Дорогой на сайті Ghidul Primăriilor [Архівовано 20 вересня 2012 у Wayback Machine.]